# Edward Feigenbaum
Edward Albert Feigenbaum (Weehawken, 20 gennaio 1936) è un informatico statunitense.
Lavora nel campo dell'intelligenza artificiale ed è vincitore congiunto del Premio Turing 1994. È spesso chiamato il "padre dei sistemi esperti".

## Istruzione e primi anni di vita
Feigenbaum è nato a Weehawken, nel New Jersey nel 1936 da una famiglia di cultura ebrea, e si è trasferito nella vicina North Bergen, dove ha vissuto fino all'età di 16 anni, quando ha lasciato per iniziare il college al Carnegie Institute of Technology (ora Carnegie Mellon University).
Nella sua tesi di dottorato, svolta sotto la supervisione di Herbert A. Simon, ha sviluppato EPAM, uno dei primi modelli informatici di come le persone apprendono.

## Carriera e ricerca
Feigenbaum completò una borsa di studio Fulbright presso il National Physical Laboratory e nel 1960 andò all'Università di Berkeley, per insegnare alla School of Business Administration. Si è unito alla facoltà di Stanford nel 1965 come uno dei fondatori del suo dipartimento di informatica.
È stato direttore dello Stanford Computation Center dal 1965 al 1968. Ha fondato il Knowledge Systems Laboratory presso la Stanford University. I progetti importanti in cui Feigenbaum è stato coinvolto includono sistemi in medicina, come ACME, Mycin, SUMEX e Dendral. Ha anche co-fondato le società IntelliCorp e Teknowledge.
Dal 2000 Feigenbaum è Professore Emerito di Informatica presso la Stanford University. I suoi ex studenti di dottorato includono Peter Karp, Niklaus Wirth, e Alon Halevy.

## Onorificenze e premi
- 1984: selezionato come uno dei primi membri dell'American College of Medical Informatics (ACMI)
- 1986: Eletto membro della National Academy of Engineering per i contributi pionieristici all'ingegneria della conoscenza e alla tecnologia dei sistemi esperti e per la leadership nell'istruzione e nella tecnologia dell'intelligenza artificiale applicata.
- 1994: Premio Turing in collaborazione con Raj Reddy per "essere pionieri nella progettazione e costruzione di sistemi di intelligenza artificiale su larga scala, dimostrando l'importanza pratica e il potenziale impatto commerciale della tecnologia di intelligenza artificiale".
- 1997: Premio per il servizio civile eccezionale dell'aeronautica americana
- 2007: Inserito come membro dell'Association for Computing Machinery (ACM)
- 2011: Hall of Fame di IEEE Intelligent Systems AI per "contributi significativi al campo dell'IA e dei sistemi intelligenti".
- 2012: È stato nominato membro del Computer History Museum "per il suo lavoro pionieristico nell'intelligenza artificiale e nei sistemi esperti".
- 2013: Premio IEEE Computer Society Computer Pioneer per "lavoro pionieristico nell'intelligenza artificiale, compreso lo sviluppo dei principi e dei metodi di base dei sistemi basati sulla conoscenza e delle loro applicazioni pratiche".